# 吳瑞璧
吳瑞璧（1958年—），筆名月鴞，台灣女性作家、地板滾球運動員。生於宜蘭市，成長於台北市。五專畢業於醒吾商業專科學校五專部國際貿易科；大學畢業於國立空中大學人文學系、社會科學系雙學士學位。

## 生平
吳瑞璧是家中的長女，出生時比預產期早產了半個月，因嚴重的「黃疸」，傷及腦部的運動與語言神經，被醫師診斷為腦性麻痺，導致語言和肢體障礙，書寫不便，之後學習中文電腦，解決了手寫字跡欠佳的問題，以一分鐘打六個字的緩慢書寫速度寫作，費時十三年完成國立空中大學的學業，2003年獲身心障礙楷模「金鷹獎」。2007年《擁抱幸福的貓頭鷹》新書發佈會請馬英九先生為主講貴賓並在讀者新書上簽名。

## 作品
吳瑞璧於1992年跟陳榮福、高玉媚合組「虎谿文會」，自此開始致力於文藝創作，作品體裁主要有散文、新詩、小說、翻譯和傳記文學，題材多元：
- 《天之驕子》（散文，收錄在《毛毛蟲與蝴蝶》一書中，正中書局出版）
- 《生活中的文學》筆記書（在前台聯黨主席.前文化總會秘書長.作家履彊老師指導下與一群文友合著）
- 《相信還有愛》（與陳榮福、高玉媚合著，稻田出版社）
- 《相信還有愛》有聲書（免費贈予視障者，1999年出版）
- 《羅特列克》（新詩，收錄在《用愛織情》一書中，文建會）
- 《在美麗與和諧之中讀書》、《星期二下午的約會》（散文，收錄於《以素直精神經營讀書會群》一書中，洪建全基金會，2001年）
- 《生命的堅持》（散文，收錄於《欣賞對手，翱翔藍天》一書中，統一夢公園）
- 《觸動詩心的鈴聲》（散文，收錄於《閱讀，心靈的翅膀》一書中，統一夢公園，2004年）
- 2005年費時一年完成《台北，真幸福》寫作計畫
- 《擁抱幸福的貓頭鷹》（報導文學，馬英九力薦，健行文化出版，2007年）
- 《貓頭鷹的勇敢飛行 增訂版 》（2009年1月出版，健行文化）

吳女士經常刊登於各大報章雜誌。詩人陳義芝評曰：「瑞璧的表達十分具象，具備詩一般的張力；由於心中無怨，故能以中性客觀的詞語描述『慘烈』的情態，既無遮蔽地揭露社會現實，又飽含隱忍壓抑的文學性」

## 獲獎紀錄
- 1995年《阿珠》一文獲第十五屆耕莘文學獎散文組佳作
- 1996年《母親節的禮物》獲中華豆腐暨講義雜誌徵文比賽首獎
- 1997年《健保雙月刊》徵文比賽社會組佳作獎，
- 1996年殘障才藝協會徵文比賽散文組第三名
- 1999年《羅特列克》獲第二屆全國身心障礙者文藝獎（文薈獎）新詩組佳作獎
- 2000年 資策會第四屆「資訊向日葵」楷模獎
- 2002年《光環背後的故事》一文獲耕莘寫作會讀書心得徵文優等獎
- 2003年《墓誌銘》等六首入選聯合文學「文學開門」新詩組優選
- 2003年「用『心』讀書」二○○三徵文決選獎
- 2003年獲身心障礙楷模「金鷹獎」
- 2004年第七屆「台北文學年金獎」四名入圍者之一
- 2005年《貓頭鷹的勇敢飛行》入選台北市圖書館第四十八梯次「好書大家讀」書單，並入選行政院新聞局第二十五次中小學生優良課外推介讀物
- 2006年《台北，真幸福》獲第七屆「台北文學年金獎」
- 2007年《擁抱幸福的貓頭鷹》入選台北市圖書館第五十二梯次「好書大家讀」書單
- 2008年《擁抱幸福的貓頭鷹》入選國家圖書館 臺灣出版TOP1-2007代表性圖書
- 2008年《給你　自由的國王》獲第八屆全國身心障礙者文藝獎（文薈獎）新詩組佳作獎
- 2009年《貓頭鷹的勇敢飛行(增訂本)》入選台北市教育局兒童深耕閱讀四年計畫（高年級組）好書
- 2009年 台北市身心障礙市民運動會　腦性麻痺組　鉛球亞軍
- 2011年 台北市身心障礙市民運動會　腦性麻痺組　100公尺,200公尺冠軍,取得高雄全國身心障礙國民運動會代表權
- 2017年 地板滾球亞運國家代表隊選拔賽 亞軍
- 2017年 台北市身心障礙市民運動會 地板滾球亞軍 ,取得嘉義全國身心障礙國民運動會代表權
- 2018年 嘉義全國身心障礙國民運動會 地板滾球團體賽 冠軍 獲台北市運動獎金

## 任職
- 曾任：聚全股份有限公司會計十餘年
- 曾任：中華民國腦性麻痺協會（页面存档备份，存于） 會員代表
- 2007年擔任：中華民國腦性麻痺協會（页面存档备份，存于） 徵文比賽評審
- 2008年擔任：中華民國殘障聯盟「萬人上網  讓礙發聲」徵句 評審
- 2009年擔任：中華民國殘障聯盟「厝邊好鄰居」徵文 評審
- 2009年擔任：中華民國教育部「教育部落格大賽」榮譽評審
- 2007～2010年間年擔任： 台北市新活力自立生活協會 監事
- 2016年 考取地板滾球教練證及裁判證

## 外部連結
- 腦性麻痺吳瑞璧 以生命書寫幸福的貓頭鷹（页面存档备份，存于）
- 人物列傳／不向命運低頭　腦性麻痺作家月鴞獨立堅強（页面存档备份，存于）
- 內政部公佈身心障礙楷模十大金鷹獎得主（页面存档备份，存于）
- 〈擁抱幸福的貓頭鷹〉，吳瑞璧新書發佈會[永久]
- 文學森林裡的貓頭鷹──個人網誌1（页面存档备份，存于）
- 貓頭鷹部族──個人網誌2（页面存档备份，存于）